# カール・アウグスト・リナー
カール・アウグスト・リナー（Carl August Liner, 1871年6月8日 - 1946年3月20日）は、スイスの画家、イラストレーターである。

## 略歴
スイス北東部のザンクト・ガレンの大工の息子に生まれた。州立学校の技術科を卒業した後、1890年から1893年の間、ミュンヘン美術院で風俗画家のヨハン・カスパー・ヘルテリッヒに学び、ミュンヘンでルートヴィヒ・シュミット＝ロイテ（Ludwig Schmid-Reutte）に解剖学を学んだ。ミュンヘン美術アカデミーの教授のパウル・ヘッカーの指導でバイエルンのアマー湖などで写生旅行をし、外光派やバルビゾン派のスタイルを学んだ。その後、芸術家が集まっていたダッハウや北ドイツのヴォルプスヴェーデで活動した。
1891年にヴォー州のビエール（Bière）に戻り、軍事訓練期間が終わった後、1894年にザンクト・ガレンに戻り、美術教師を務め、イラストレーターとして働いた。1897年から1898年はローマやテッラチーナ、パリで修行した。1901年にデュッセルドルフ美術アカデミーの教授職のオファーを受けるが、辞退した。
1902年に商人の娘と結婚し、画家になる息子カール・ヴァルター・リナー（Carl Walter Liner: 1914-1997）を含む5人の子供が生まれた 。1913年にフェルディナント・ホドラーに提案されて、スイス画家彫刻家協会（Gesellschaft Schweizerischer Maler und Bildhauer）のザンクトガレン支部を設立した。1928年にスイス画家彫刻家協会の役員に選ばれたが、政治に関連する問題で1931年に辞任した。
絵画の他、切手やポスターのデザイナー、イラストレーターとして働き、収入の大半を得た。素人発明家であり、芝刈り機に関する特許を取得した。絵画がよく売れるようになったのは1930年代になってからであった。
骨関節結核に長年悩まされ、1940年までには、仕事がほぼできなくなり、1942年からは下半身が麻痺し病院で暮らすようになり、1946年にアッペンツェル・インナーローデン準州のアッペンツェルで亡くなった。

## 作品

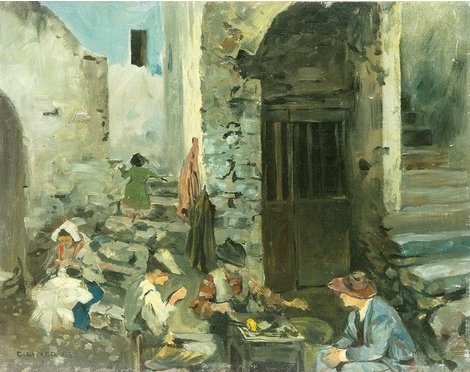
テッラチーナの路地(1898)
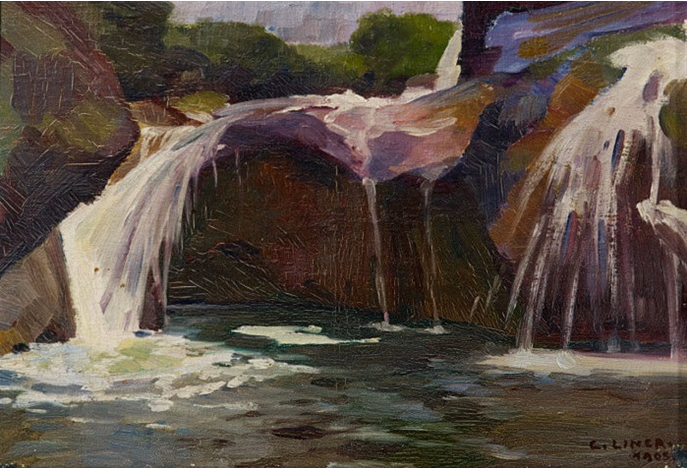
滝 (1905)
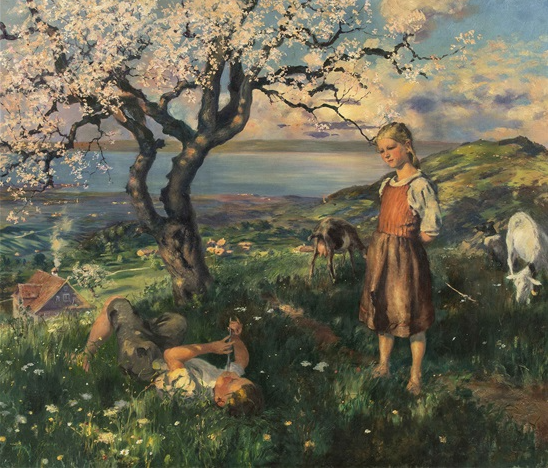
ボーデン湖畔の風景
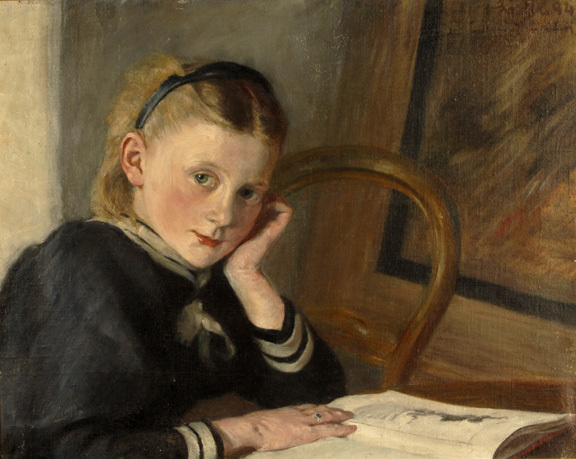
画家の妹 (1894)

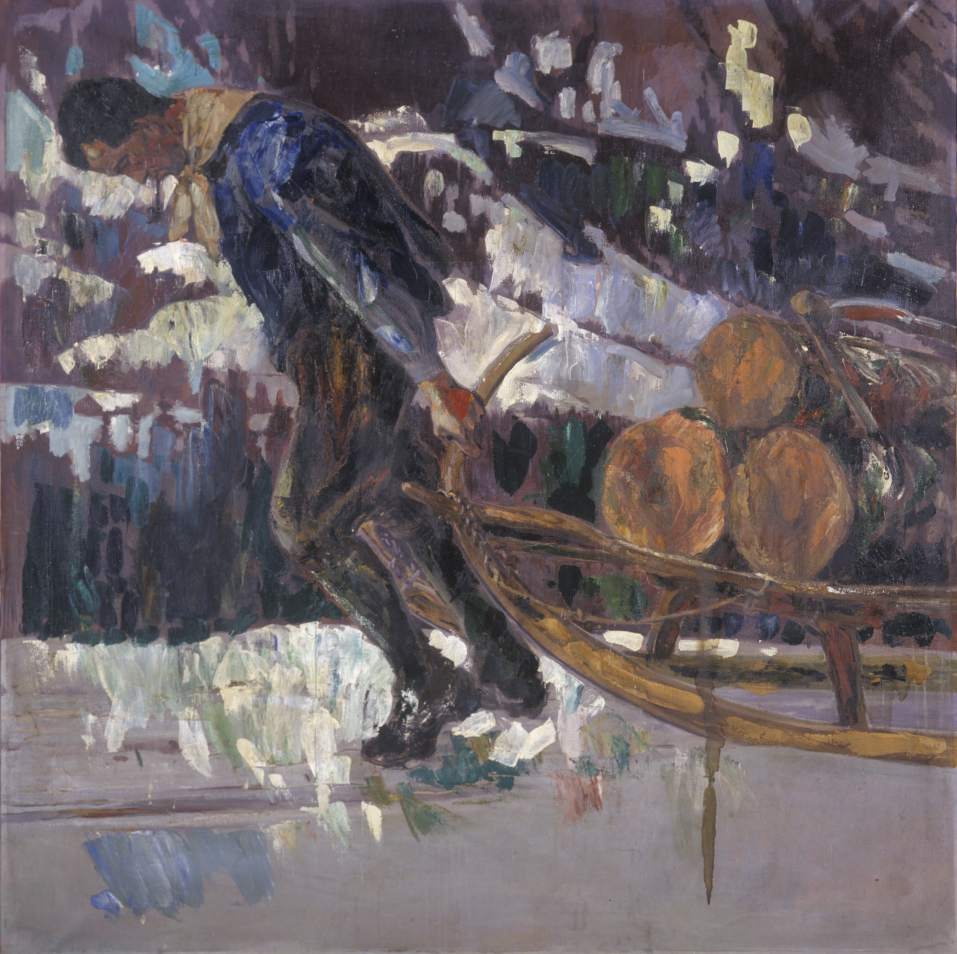
雪の中の木こり(1915)
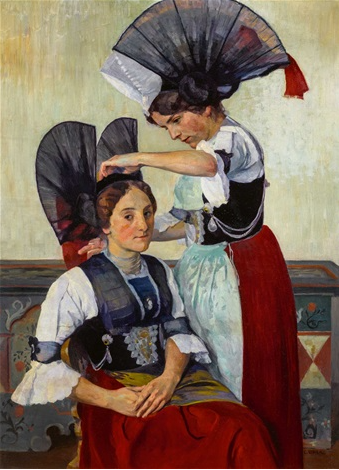
インナーローデンの伝統衣装の女性(c.1916)
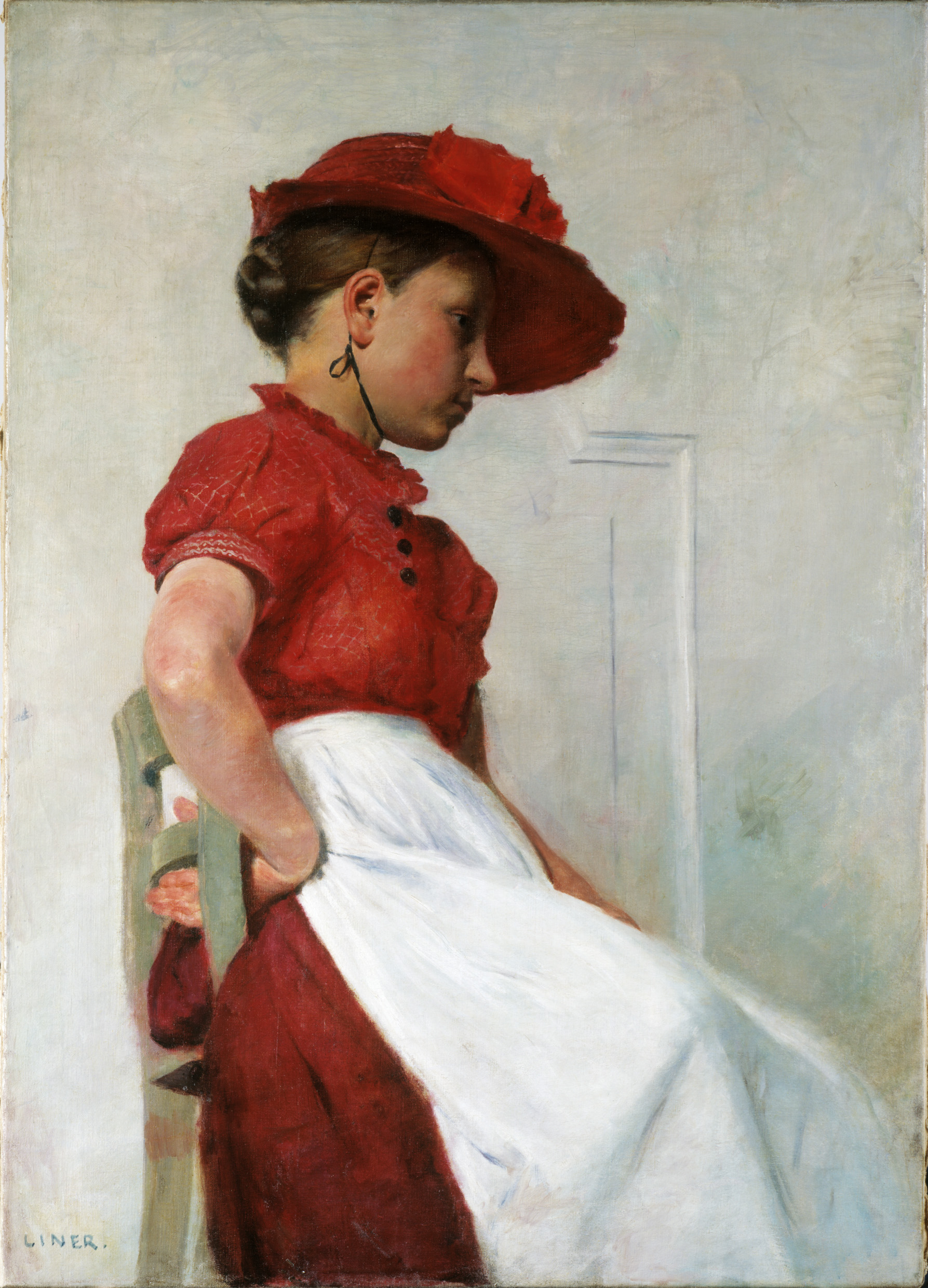
赤い服の女性(1897)
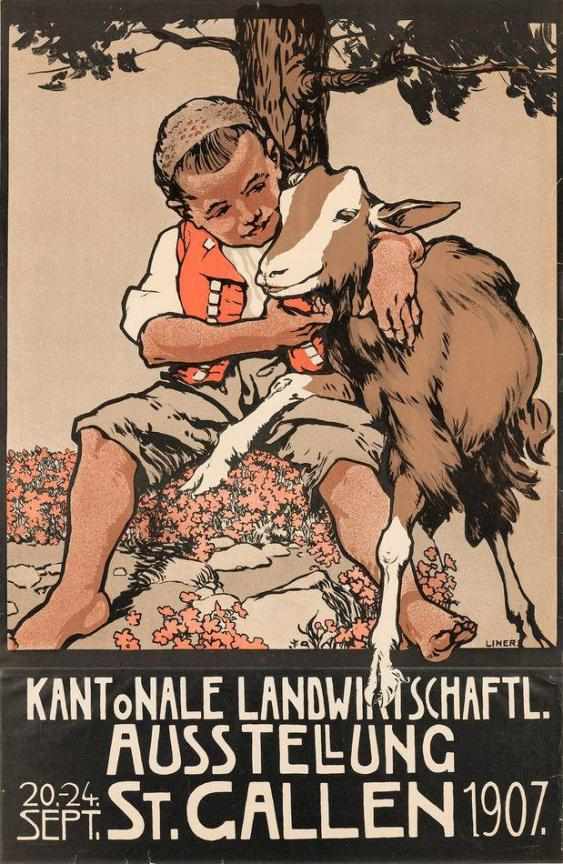
ザンクト・ガレンの博覧会のポスター(1907)